# 棕尾虹雉

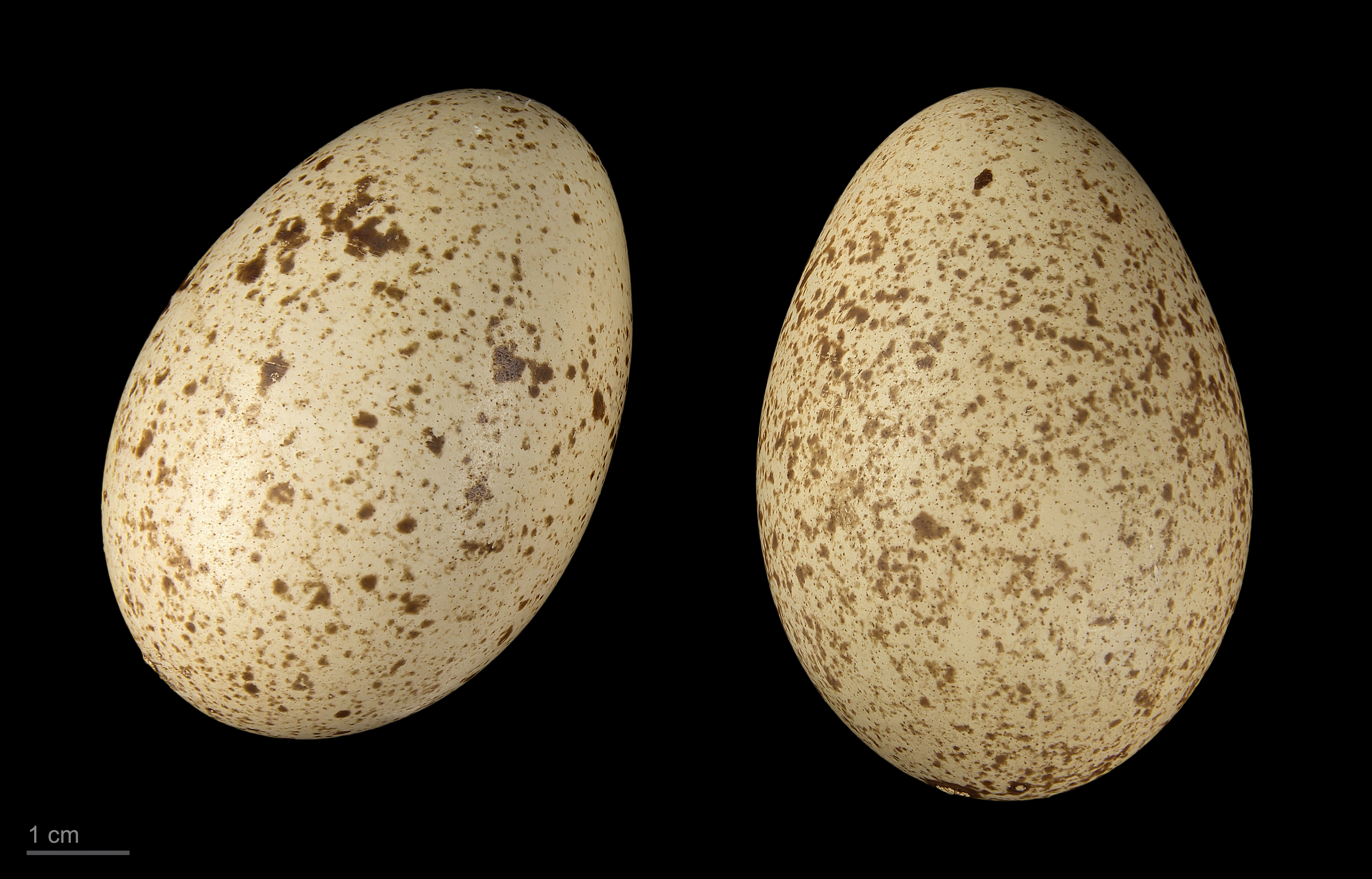
棕尾虹雉的蛋

棕尾虹雉（學名：Lophophorus impejanus），俗稱九色鳥，是屬於雉科虹雉属的鳥類。主要生活在喜馬拉雅山脈南側，是尼泊尔的国鸟。

## 生态环境
棕尾虹雉与其他虹雉属鸟类一样，活动于海拔2400-4500米（主要聚集于海拔2700-3700米的地区）的针阔混交林、针叶林、灌木丛、草甸等地带，一般在灌丛、岩石下或树洞中筑巢，冬季会下到海拔2000米左右的地方生活。

## 分布地域
棕尾虹雉主要生活在喜马拉雅山地区，在中国分布于西藏南部、四川等地。

## 特征
棕尾虹雉属于大型雉类，体长在70厘米左右。雄鸟和雌鸟分别重1980-2380克和1800-2150克。本物种雄雌异色。雄鸟成鸟通体有多种色彩。头部为铜绿色，红色羽冠较长，具匙状羽端。上体羽毛呈铜绿、紫及蓝绿等色，具有金属光泽；翅膀表面呈金属紫色，铜绿色缘。尾羽为棕红色，下体羽毛为黑褐色，嘴角褐色，脚黄绿色或褐绿色。雌鸟颜色暗淡，通体羽毛呈棕褐色，有黑色、棕色和黄色纹路。颏部、喉部及下背为白色，尾羽为棕色和黑色，尖端为白色。

## 食物
棕尾虹雉是植食性鸟类，它们在高山地区寻找植物的根茎为食。

## 濒危因素
棕尾虹雉的数量呈下降趋势，栖息地的破坏和非法捕猎是对棕尾虹雉最大的威胁。